# Peter Henlein
Peter Henlein (Nürnberg, oko 1485. – Nürnberg, 14. studenog 1542.), prvi bravar koji uspijeva izraditi mehanički satni mehanizam koji stane u džep hlača.

## Rani život
Sin nürnberškoga nožara, rođen oko 1485., već 1509. postao je majstor zanata. Razumio se sjajno u izradu mehaničkih strojeva. Složena konstrukcija mehaničkog mjerača vremena te za to potrebno poznavanje matematike i fizike izazvali su čak i kod njegovih učenih suvremenika najveće poštovanje. Njegovi satovi istovremeno su pokazivali astronomski tijek zviježđa, što je prepostavljalo i temeljito poznavanje astronomije.

## Visoka preciznost
Prve minijaturne satove koji su sami išli, Henlein je ugrađivao u malene kutije koje podsjećaju na današnje limenke. Kao takozvani stolni satovi, bili su preveliki da bi se mogli staviti u džep, no bili su ipak prijenosni, što se nije moglo reći za prijašnje stojeće i druge satove s pogonom i utezima. Imali su kazaljku koja je pokazivala sate, a pogonska snaga u opruzi bila je dostatna za više od jednoga dana. Kutije i brojčanik bili su umjetnički i bogato urešeni, većinom po uputama vrlo imućnih naručitelja. Henlein je s mnogo osjećaja u prstima nastavio usavršavati tehniku svojih mehanizama te je uskoro s velikom preciznošću izrađivao još manje satne djelove. No u privatnom životu Henlein je, koji je bio vješt u preciznoj mehanici, znao katkad izgubiti osjećaj za takt. Više puta se spominje u gradskim spisima grada Nünberga. Prije nego što je položio majstorski ispit, bio je optužen za sudjelovanje u ubojstvu bravarskoga kalfe. No proces je obustavljen jer ni jednom od uptuženih ubojstvo nije bilo dokazano. Peter Henlein umro je 14. studenoga 1542. godine u Nünbergu.

## Satovi
Prepostavlja se da su Henleinovi prvi satovi, koji su se zvali »satovi u vreći«, nastali oko 1520. godine. Ugrađivao je najmanje satne mehanizme, koji su radili 40 sati, u takozvane dabrove glave. To su bile malene okrugle ili jajolike kapsule s prorezima veličine kestena, koje su se nosile na uzici ili lancu oko vrata i prvotno su sadržavale mirisne esencije. Ti »satovi s dabrovim glavama« bili su prava mala remek-djela satne tehnike.